# Armleuchter

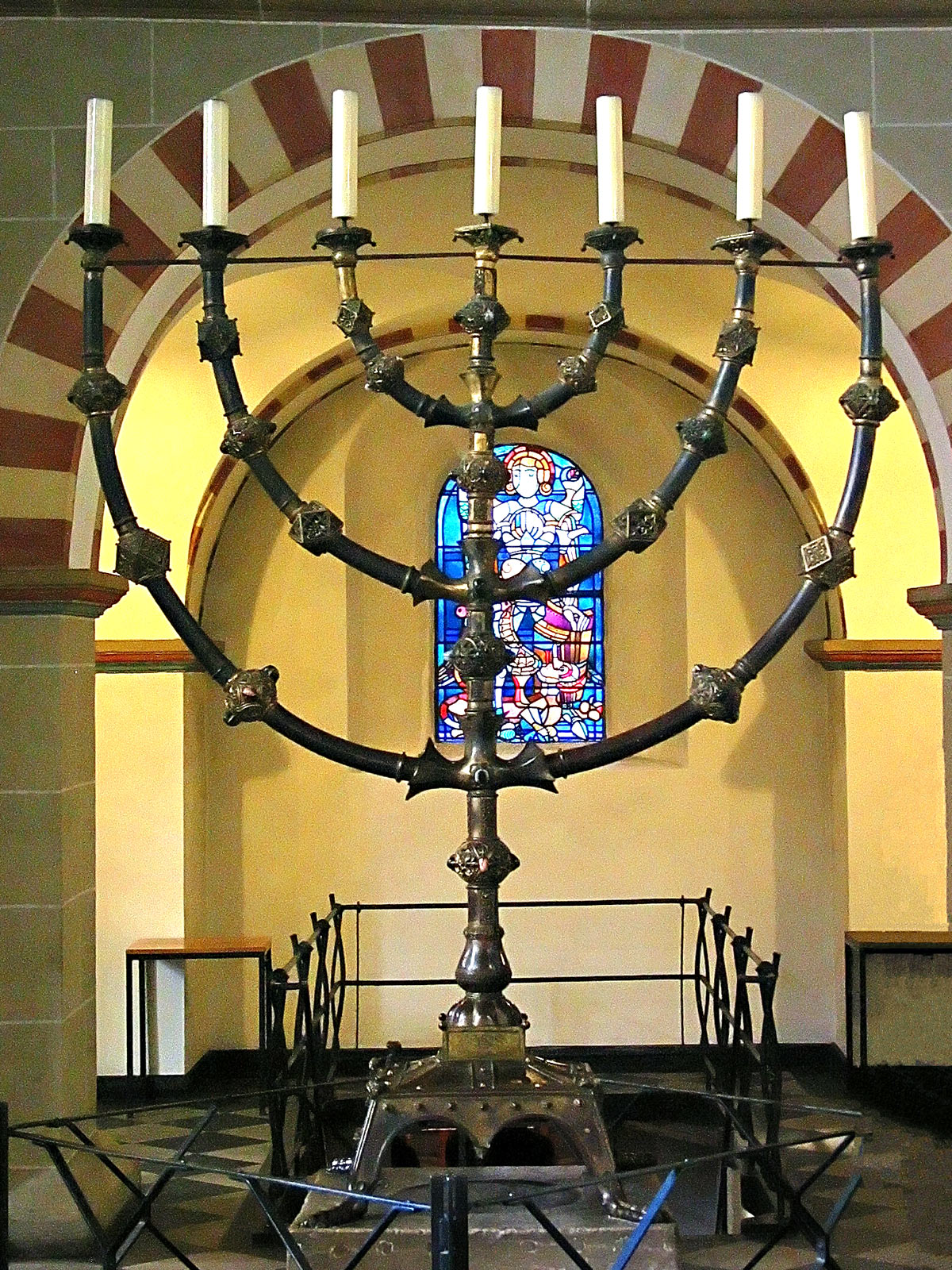
Siebenarmiger Leuchter im Essener Münster, Bronze, um 1000

Armleuchter, Kandelaber (französisch candélabre, von lateinisch candēlābrum „Leuchter“, zu lat. candēla „Kerze“) und Girandolen sind Ständer für Kerzen oder Leuchten, die sich über einem Sockel und einer zentralen Säule in mehrere Arme verzweigen und so die Aufnahme mehrerer Leuchtelemente ermöglichen. Als Kandelaber wird auch ein Leuchtmast im Straßenraum bezeichnet, der nicht zwangsläufig verzweigt sein muss.

## Begriffe
Der Begriff des Armleuchters, wie auch jener fast gleichbedeutende der Girandole (Tischleuchter mit geschwungenen Armen, seit der Mitte des 18. Jahrhunderts), beschränkt sich auf mobile Geräte, während ein Kandelaber auch ein im Freien, zur Beleuchtung von Straßen und Brücken dienendes monumentales Beleuchtungselement sein kann. Die begriffliche Abgrenzung ist nicht einheitlich.
Zur regionalen Wortverwendung: In der Schweiz, teilweise auch in Österreich und Süddeutschland, wird die Bezeichnung Kandelaber auch für einflammige Straßenlaternen verwendet.

## Geschichte
Mehrarmige Leuchter aus gebranntem Ton, geschmiedetem oder gegossemem Metall oder Holz sind mindestens seit der Antike bekannt, wurden damals aber überwiegend mit Öl- oder Talglampen bestückt. Kerzen aus Bienenwachs blieben höheren Ständen vorbehalten. In der römischen Wandmalerei sind Kandelaber ein häufiges Grundmotiv, auch wenn sie in vielen Fällen nicht als Leuchter dargestellt sind, sondern einfach dekorativen Zwecken dienen.

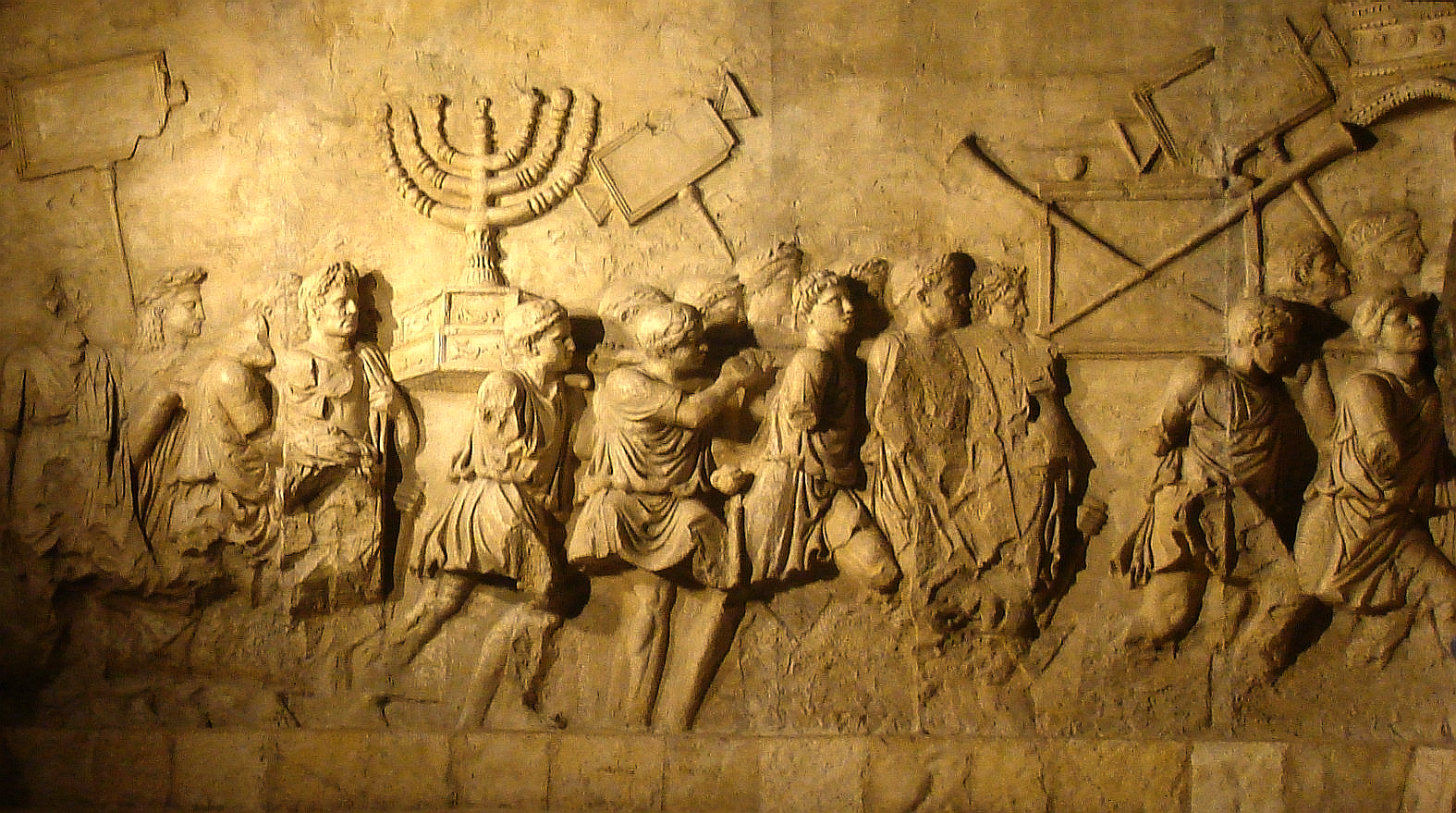
Die Menora aus dem jüdischen Tempel als Teil der Beute im Triumphzug. Rom, Titusbogen.

Ein Leuchtertyp von geschichtlich lange nachwirkender Form ist die Menora, der siebenarmige Leuchter des Jerusalemer Tempels aus dem 5. Jahrhundert v. Chr., der zu einem der wichtigsten Symbole des Judentums wurde.
Der Kandelaber von Paracas, eine Geoglyphe an der peruanischen Pazifikküste, wurde um das Jahr 200 v. Chr. geschaffen.
Auch das christliche Mittelalter verwendete den aus der biblischen Tempelbeschreibung bekannten Typ des siebenarmigen Leuchters. Als große Standleuchter waren sie an prominenter Stelle im Kirchenraum platziert und sind seit karolingischer Zeit nachweisbar. Das älteste erhaltene Beispiel, der bronzene Leuchter im Essener Münster entstand um das Jahr 1000. Bodenstandleuchter mit zwei bis sechs Armen sind dagegen im Mittelalter seltener. Auch die als Altarzubehör obligaten Kerzenhalter sind bis heute durchweg einflammig.
Im profanen Hausrat erscheinen zweiflammige Kerzenhalter (Tischleuchter) aus Bronze oder Messing – im westlichen Kulturkreis – seit dem 15. Jahrhundert häufiger. In der Neuzeit wird für Alltagsgerät eher Messing, für aufwendig modellierte Leuchter weiterhin Bronze verwendet. Im 17. und 18. Jahrhundert scheinen Serien von einkerzigen Leuchtern im Bürgertum verbreiteter zu sein als mehrarmige Girandolen. Doch seit dem späten 18. Jahrhundert wird der Kandelaber zum Prunkstück auf der festlich gedeckten Tafel, er ist jetzt möglichst aus Silber und lässt seine von Ornament und Blattwerk umspielten Arme auch wohl nach mehr als zwei Richtungen ausschwingen. Oft können die Arme vom Schaft abgenommen und durch eine Einzeltülle ersetzt werden. Ab dem späten 19. Jahrhundert wurden gleichartige Prunkstücke – nur deutlich günstiger – für das aufstrebende Bürgertum mit modernen Industrietechniken in Neusilber gefertigt. Mehrarmige Leuchter aus Porzellan oder gar anderem keramischen Material sind seltener als die aus Metallen, zu denen seit dem Spätbarock noch Zinn hinzukommt.
Im Kunsthandwerk Italiens waren die Schäfte der Kandelaber oft aus Marmor.
Kandelaber zur Straßenbeleuchtung kamen vereinzelt seit dem 18. Jahrhundert vor, mit Aufkommen der Gasbeleuchtung im 19. Jahrhundert häufiger. Seitdem erlangten sie eine hohe Bedeutung für den öffentlichen Raum. Sie waren in den Anfängen eher geschmiedet, später eher aus Gusseisen oder Bronzeguss, vor allem, wenn sie aufwendiger gestaltet waren.

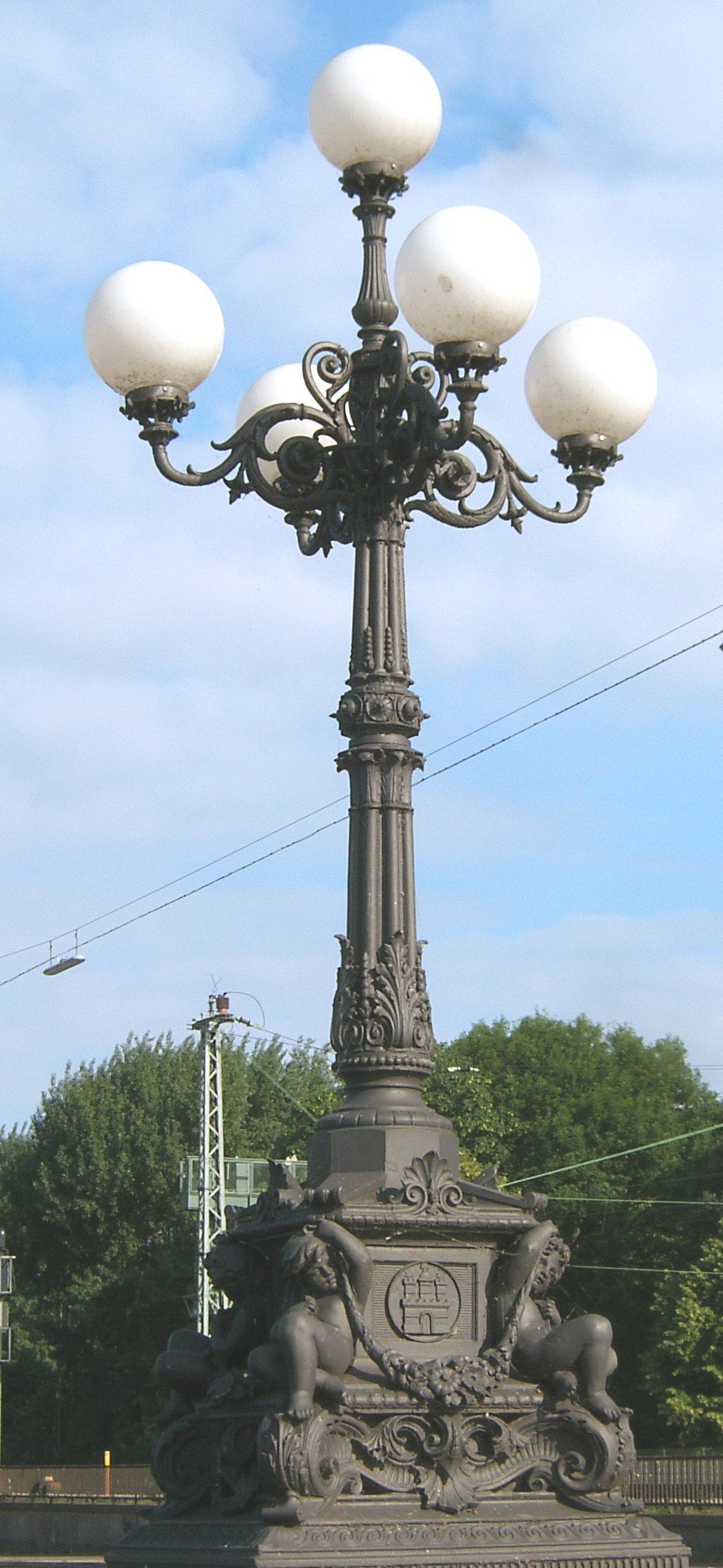
Kandelaber auf der Lombardsbrücke in Hamburg (entworfen von Carl Börner um 1864–1866)
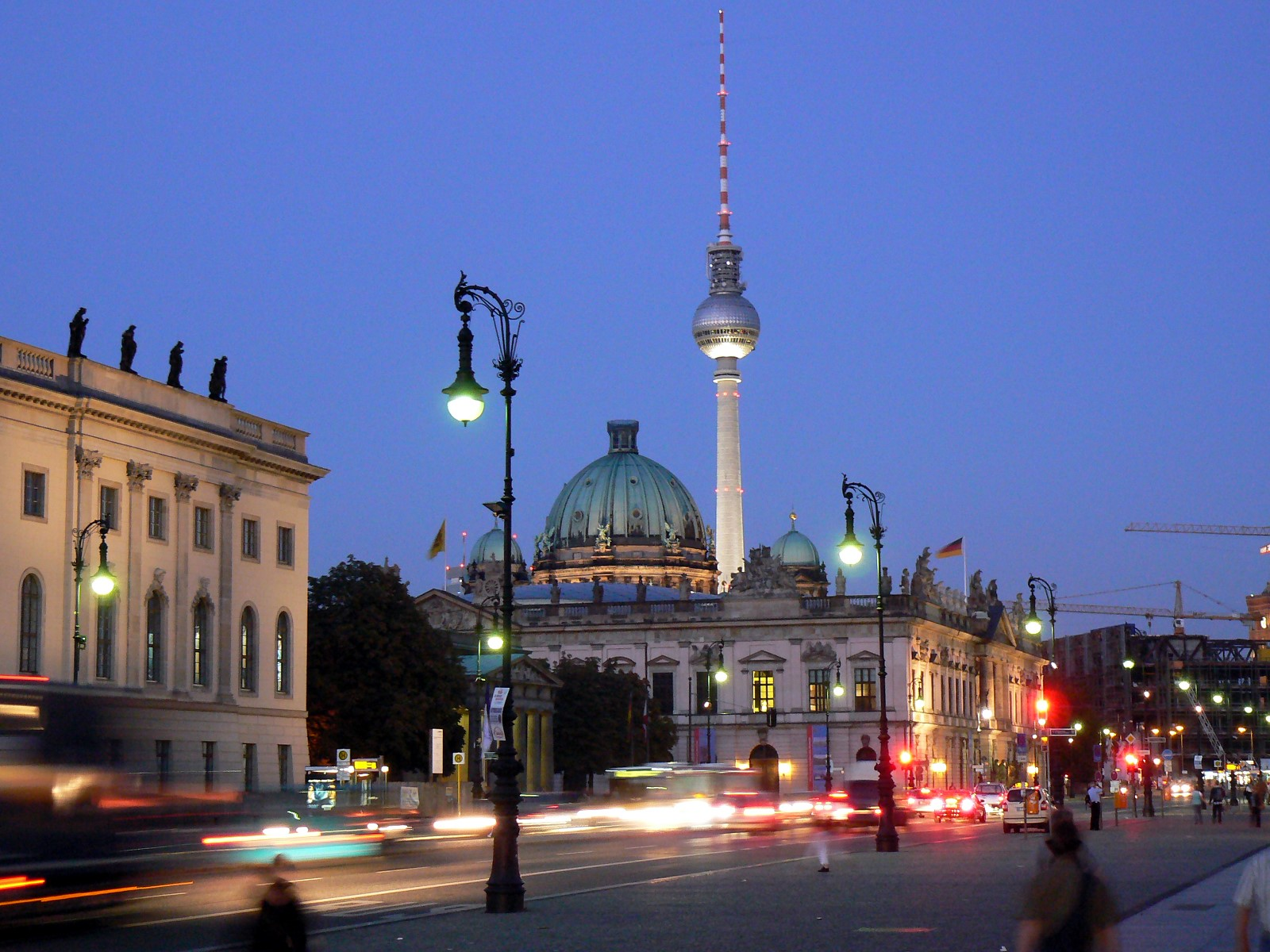
Schupmann-Kandelaber in Berlin, Unter den Linden
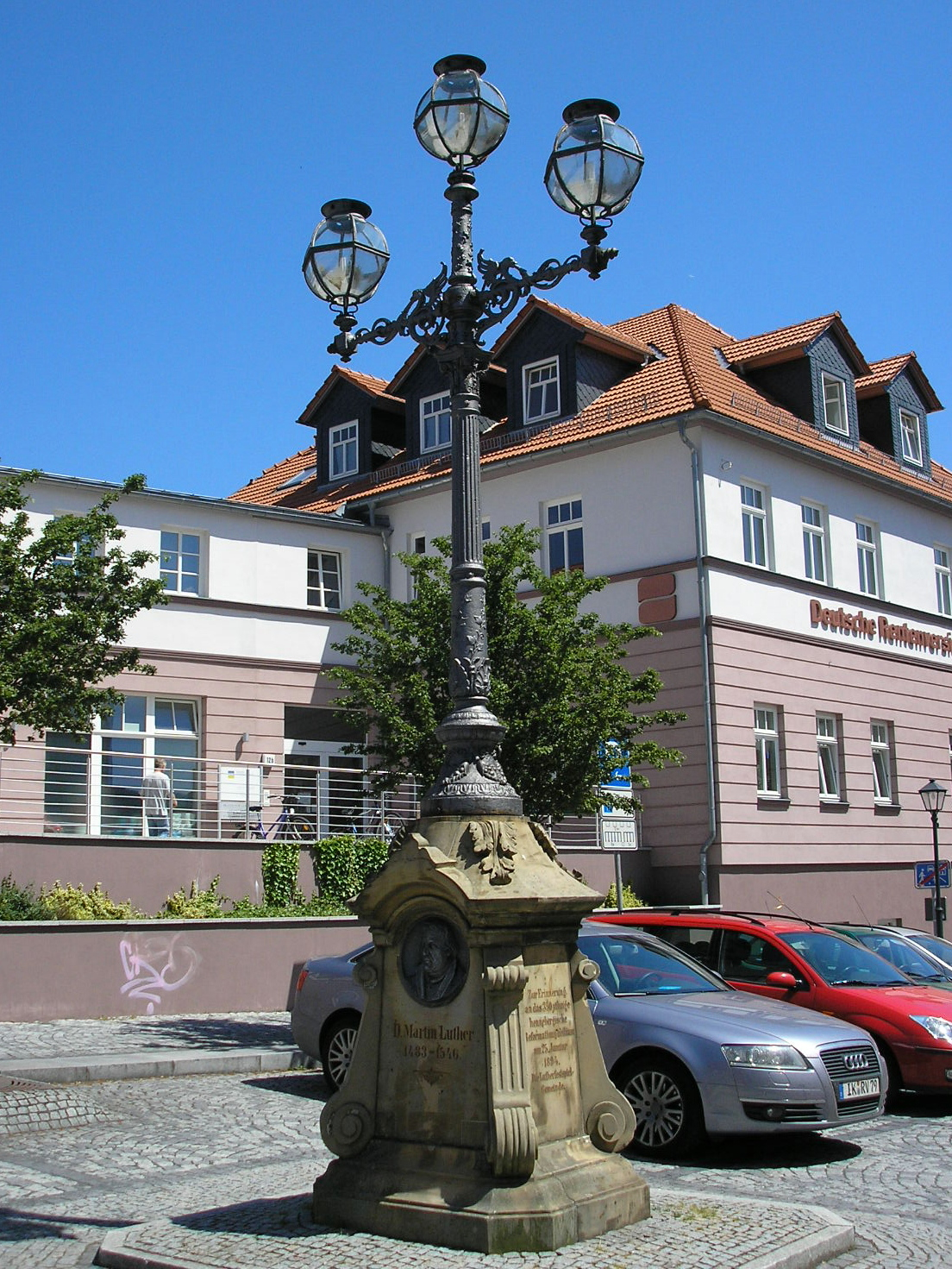
Martin-Luther-Kandelaber von 1894 auf dem Kirchplatz in Ilmenau
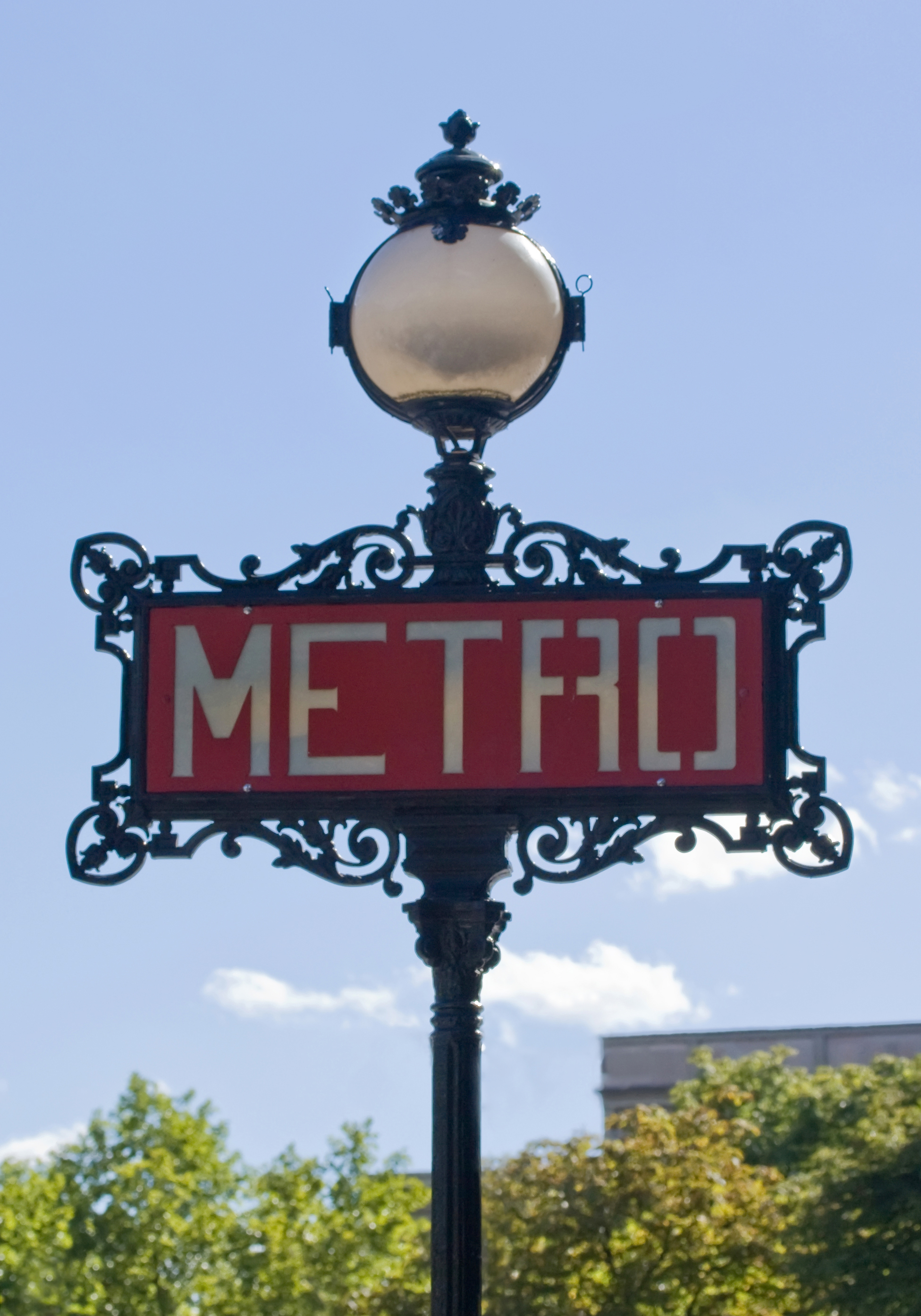
Kandelaber des Typs „Val d'Osne“ an einem Métrozugang in Paris
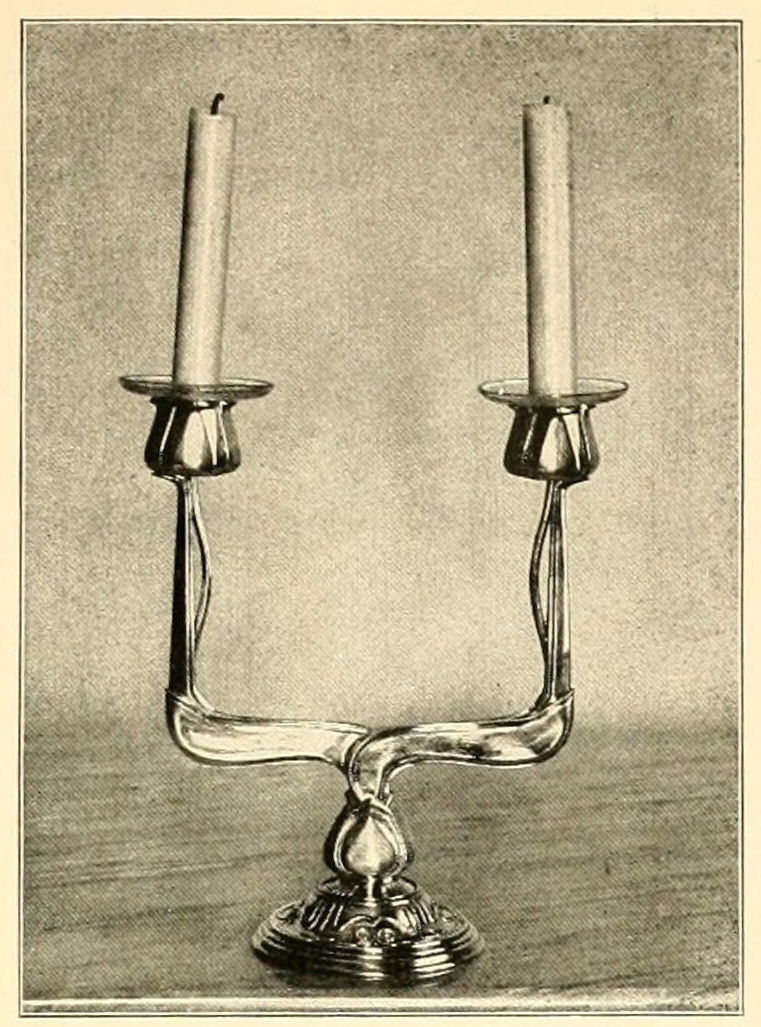
Silberner Tischleuchter von Heinrich Vogeler, 1901
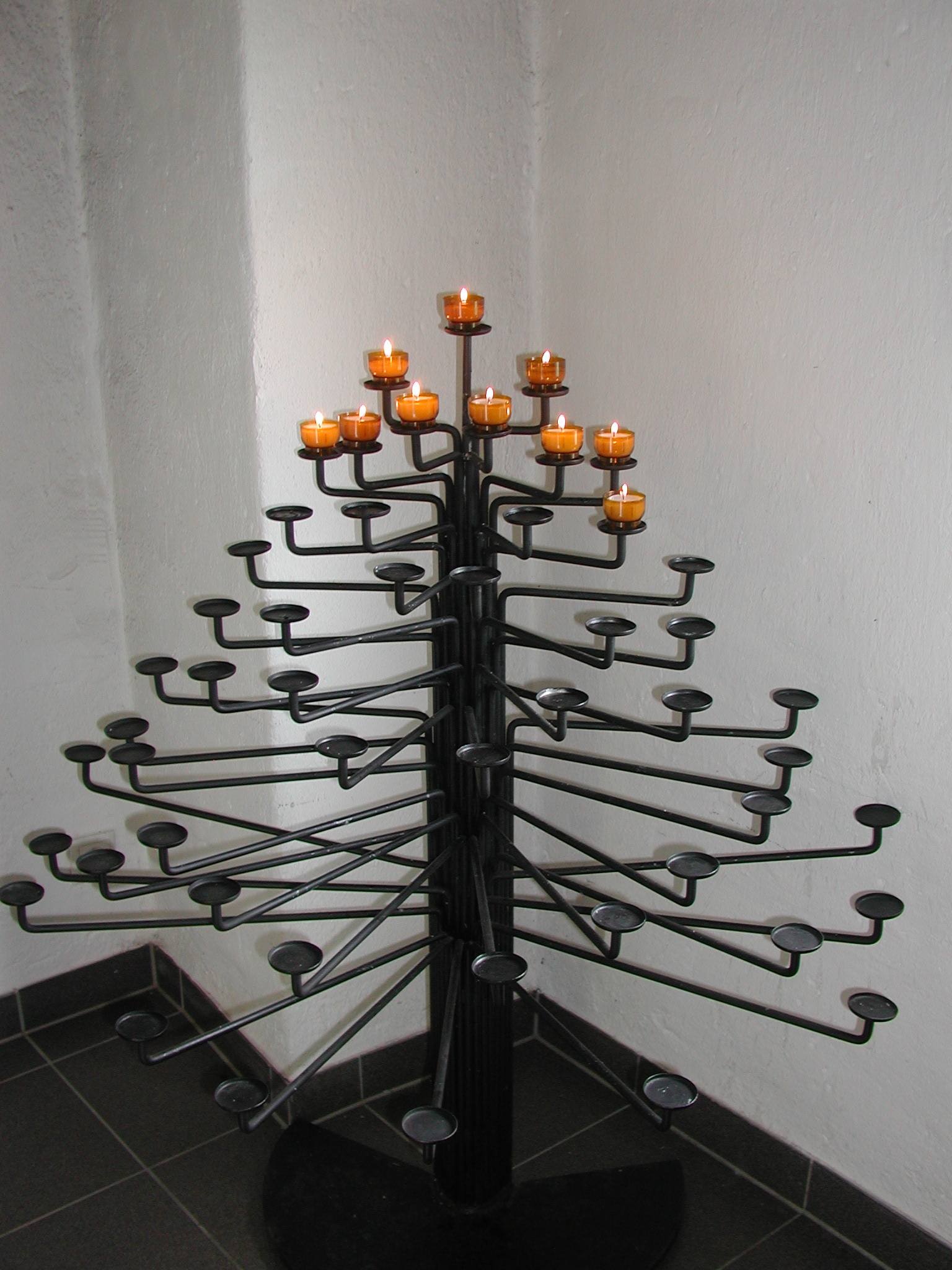
Moderner Leuchter für 51 Teelichter in der Kapelle „Maria Schnee“ in Beyenburg

## Schimpfwort
Das Wort Armleuchter wird auch als umgangssprachliches Schimpfwort verwendet. Duden nennt die Bedeutungen „blöder Kerl, Dummkopf“ und „Arschloch“. Das Deutsche Wörterbuch von Bünting gibt als Bedeutung „Blödmann, Dummkopf“ an. Es handelt sich dabei um einen Euphemismus aus der Soldatensprache, um das ähnlich anlautende obszöne Arschloch zu vermeiden.
Eine ähnliche saloppe Beleidigung ist die seltener gebrauchte Form Armloch. Sie steht verhüllend für das Schimpfwort Arschloch oder für Idiot.